# Манасий Бабов
Манасий Якимов Бабов е български революционер, деец на Вътрешната македоно-одринска революционна организация.

## Биография
Манасий Бабов е роден в град Кичево, тогава в Османската империя, днес в Северна Македония. По професия е касапин. Влиза във ВМОРО. В 1905 година е избран за член на Кичевския околийски революционен комитет. В 1907 година е делегат на конгреса на Битолския революционен окръг.
Умира на 18 ноември 1941 година в Кичево.